# Hells Bells
"Hells Bells" (em português: Sinos do Inferno) é uma canção da banda australiana de rock AC/DC. É a primeira música do álbum Back in Black. A canção foi escrita por três integrantes da banda, Brian Johnson, Angus Young e seu irmão, Malcolm Young. Em diversos shows, a banda usa um sino, de aproximadamente meia tonelada, para sua introdução, que é tocado pelo vocalista Brian Johnson.
A música foi tocada no começo do primeiro episódio da terceira temporada de Supernatural (3x01 The Magnificent Seven), na retrospectiva dos episódios anteriores.
É a música oficial da entrada do São Paulo Futebol Clube em campo, escolhida por ser uma das favoritas de Rogério Ceni e por ser a música de entrada do FC St. Pauli, que joga a segunda divisão de futebol da Alemanha.
A música fez parte da trilha sonora de Deadpool & Wolverine.

## Paradas
| Parada (1981)                             | Melhor posição |
| ----------------------------------------- | -------------- |
| Germany (Media Control Charts)            | 25             |
| U.S. Billboard Hot Mainstream Rock Tracks | 50             |

## Composição
A música começa com o lento badalar de um sino, seguido por uma introdução tocada por Angus Young, com Malcolm Young então unindo para criar o clássico estilo de Back in Black (som de guitarra dupla), seguido por Phil Rudd na bateria e Cliff Williams no baixo, criando a "parede" do som.